# Sophus Mads Jørgensen
Sophus Mads Jørgensen, född 4 juli 1837 i Slagelse, död 1 april 1914 i Köpenhamn, var dansk kemist.
Jørgensen blev 1857 student, blev 1863 mag.scient. i kemi och tog 1869 doktorsgraden. Han blev 1867 föreståndare för Den Polytekniske læreanstalts laboratorium och 1887 professor vid Köpenhamns universitet. Han utförde synnerligen fullständiga undersökningar över de ammoniakaliska metallföreningarna och gjorde därvid gjort den viktiga upptäckten, att vatten kan i dem överta ammoniakens roll. Han författade till stor del texten i Gmelin-Krauts "Handbuch der anorganischen Chemie", där man även återfinner en utförlig redogörelse för hans egna och andra samtida forskares arbeten på de ammoniakaliska föreningarnas område. Bland hans senare arbeten kan nämnas en historisk monografi, Om iltens opdagelse (om syrets upptäckt, i Danske Videnskabernes Selskabs skrifter, 1907) och utgav förtjänstfulla läroböcker i kemi. Jørgensen blev ledamot av Videnskabernas Selskab 1874, av Fysiografiska sällskapet i Lund 1882 och av svenska Vetenskapsakademien 1899.

## Utmärkelser
- Dannebrogsmännens hederstecken,  1890[2]
- Kommendör av första graden av Dannebrogorden,  1907[2]

[Redigera Wikidata]